# Catoptropteryx capreola
Catoptropteryx capreola är en insektsart som beskrevs av Karsch 1896. Catoptropteryx capreola ingår i släktet Catoptropteryx och familjen vårtbitare. Inga underarter finns listade i Catalogue of Life.